# 侍さん
侍さん（SAMURAISUN）は、鹿児島県のご当地ヒーローで、ダンボール工作を中心にモノづくりに関するエンターテイメント動画を配信するダンボールクリエイター(cardBoardCreator)である。

## 概要
薩摩藩非公認ヒーロー侍さんは鹿児島県を拠点とするご当地ヒーロー・ローカルヒーロー・ご当地キャラクターである。
侍さんはダンボール工作で様々なジャンルのモノづくりを行い楽しい動画で配信している。
名前の由来は「侍(SAMURAI)」と「太陽(SUN)」で合わせて侍さん(SAMURAISUN)である。

## プロフィール
生誕地：鹿児島県
誕生日：12月25日
性別：男の子
年齢：不明
性格：まじめ
趣味：DIY
体型：頭はドット絵を模したダンボール製、体は着物が似合うスレンダー